# Hologerrhum
Hologerrhum är ett släkte av ormar. Hologerrhum ingår i familjen snokar.
Arterna är med en längd mindre än 75 cm små ormar. De förekommer på Luzon som tillhör Filippinerna. Det är inget känt om levnadssättet.
Dessa ormar har en kort spetsig svans och halsen är tydlig. Ögonen är ovala och fjällen är mjuka. Kroppsfärgen är på ovansidan brun med några mönster och undersidan är gul- till vitaktig. Exemplaren lever i låglandet och i bergstrakter.
Arter enligt Catalogue of Life och The Reptile Database:
- Hologerrhum dermali
- Hologerrhum philippinum

IUCN listar Hologerrhum dermali som starkt hotad (EN) och Hologerrhum philippinum som livskraftig (LC).